# Саймон Эллис (режиссёр)
Саймон Эллис (англ. Simon Ellis; 1973, Ковентри, Великобритания) — английский режиссёр.

## Фильмы
Короткометражки Эллиса получили множество наград, включая приз международного жюри на кинофестивале в Сандэнсе, премию британского независимого кино за лучший короткометражный фильм, номинации от британской академии кино и телевизионных искусств и европейской киноакадемии. Его работы в жанрах игрового, анимационного, документального и интерактивного кино были представлены на многих киносмотрах. Он продолжает участвовать в британских и международных кинофестивалях в качестве конкурсанта и члена жюри.

Эллис исходит из прочных традиций регионального британского кино. Он очень изобретательный режиссёр, который принял DIY этику ещё до того, как цифровые технологии упростили её. Прежде всего, он актёрский режиссёр, и его способность добиваться убедительной игры, зачастую от неопытных молодых актёров и непрофессионалов, делает его фильмы сильными, независимо от жанра. (журнал Shots)

Софт получил 38 фестивальных наград, включая приз международного жюри на кинофестивале в Сандэнсе, премию британского независимого кино за лучший короткометражный фильм, номинации от британской академии кино и телевизионных искусств и европейской киноакадемии.

Я недавно наткнулся на короткометражный фильм, который превзошёл всё, что я видел на той неделе. После просмотра, не было и речи о том, чтобы делать что-либо, кроме как лежать на диване с подушкой на лице и плакать от страха и паранойи. «Софт» жестоко и гениально шокирует, и расстраивает так, что я могу сравнить это только со сценами из «Необратимости» Гаспара Ноэ. Фильм напомнил мне эссе покойного Александра Уокера о «Заводном апельсине» Кубрика: фильм был не просто о насилии, но о чем-то более глубоком, темном, более невыразимом: страхе перед нашими детьми, страхе и ненависти пожилых к молодым.(Питер Брэдшоу, The Guardian)

На линии и Софт были включены в DVD 'Британский короткий метр' и 'Международные короткометражки', выпущенные Cinema 16 вместе с работами Ридли Скотта, Кристофера Нолана, Гильермо дель Торо, Майка Ли, Линн Рэмси и многих других.

## Музыкальные клипы
В коллаборации с битбоксером The Petebox, Эллис снял видео для каждой композиции с альбома Future Loops для двойного CD/DVD. Все они, снятые одним кадром живые выступления, были выпущены на YouTube. Он сделал две бинауральные документальные работы с группой Swimming.

## Рекламные ролики
Фильмы из многосюжетной интерактивной кампании по борьбе с преступлениями, с использованием холодного оружия, «Выбери другую концовку» и «Кто убил Деона», вместе получили более 60 наград, в том числе первый Гран-при на Каннских львах, золото на Clio Awards и British Television Advertising Awards. Эллис получил награду как лучший молодой режиссер европейский веб-фильм за «Выбери другую концовку», а «Кто убил Деона» был назван журналом Campaign «самой награждаемой телевизионной кампанией в мире» в январе 2012 года.

В наши дни насилия и шокирующей горнографии трудно почувствовать тошноту от того, что показывают по телевизору — но когда раненый парень понимает, что он умирает (если вы выберете этот вариант), меня чуть не вырвало. Отличные съемки, отличная игра, отличная работа. (Ноэл Бусси, Campaign)

После этих успешных кампаний Эллис снял однодублевые ролики для шотландской полиции и Милиции Украины.

## Избранная фильмография
- Мертвее не бывает / As Dead As It Gets (2020)
- Кубок войны / World War Cup (2016)
- Рагу и пунш / Stew & Punch (2013)
- Светлое сегодня / Jam Today (2011)
- Софт / Soft (2006)
- Что за / What The (2004)
- А что с телами? / What about the Bodies (2002)
- Снова 10 / 10 Again (2002)
- Басовые захватчики / Bass Invaders (2001)
- На линии / Telling Lies (2000)
- Тысяча / Thousand (1998)